# Грибов, Николай Степанович
Николай Степанович Грибов (1942 — 5 сентября 1962) — тракторист, ценой собственной жизни спасший хлебное поле совхоза «Щербаковский» от пожара.

## Биография
Родился в селе Надушита (по другим данным — в соседнем селе Куболте). Там же окончил среднюю школу; затем Згурицкое СПТУ Молдавской ССР. Прибыл в село Щербаковское на освоение целины по путевке ЛКСМ Молдавии. Тракторист.

## Подвиг
В 1962 году лето выдалось сухим; три самых жарких месяца прошли без дождей. 5 сентября 1962 года в степи возник очаг возгорания; степной пожар распространился на площади 500 га. Огонь угрожал последнему ещё нескошенному совхозному полю площадью около 1000 га. Николай, завершив пахоту под зябь на своём ДТ-54 с прицепным плугом, возвращался в полевой стан, когда его встретил бригадир Владимир Котешков, производивший объезд хозяйства на лёгком колёсном тракторе. Примерно в шести километрах они увидели приближающийся степной пожар.
Вдоль границы поля имелась противопожарная опашка, однако трактористы опасались, что пожар из-за своей значительной силы сумеет её преодолеть, и приняли решение срочно пропахать в ковыле ещё одну заградительную полосу на расстоянии около двадцати метров от основной с расчётом на то, что, преодолевая её, пожар ослабнет, и его силы не хватит на преодоление основной.
Грибов вёл свой трактор, а Котешков занял место оператора плуга. По мере пропашки борозды они убеждались, что их расчёт был верным, и огонь, которому удавалось преодолеть пропаханную ими полосу, в достаточной мере ослабевал и полностью глох на основной. Однако стена огня приближалась к трактору, и отдельные языки пламени доставали Котешкова; одежда на нём загорелась. Несмотря на это, трактористам удалось завершить борозду и отрезать огонь от поля. Выскочив из трактора, Грибов поспешил на помощь Котешкову, но его испачканная машинным маслом спецовка тоже загорелась. Котешков смог погасить огонь на Грибове, забросав его землёй, но спасти его не удалось. (Согласно другому источнику, трактор заглох при попытке покинуть горящий участок, а трактористы обгорели, пытаясь его завести). Обгоревшему Котешкову удалось добраться до совхоза и сообщить о случившемся.
Похоронен в селе Щербаковское.

## Память

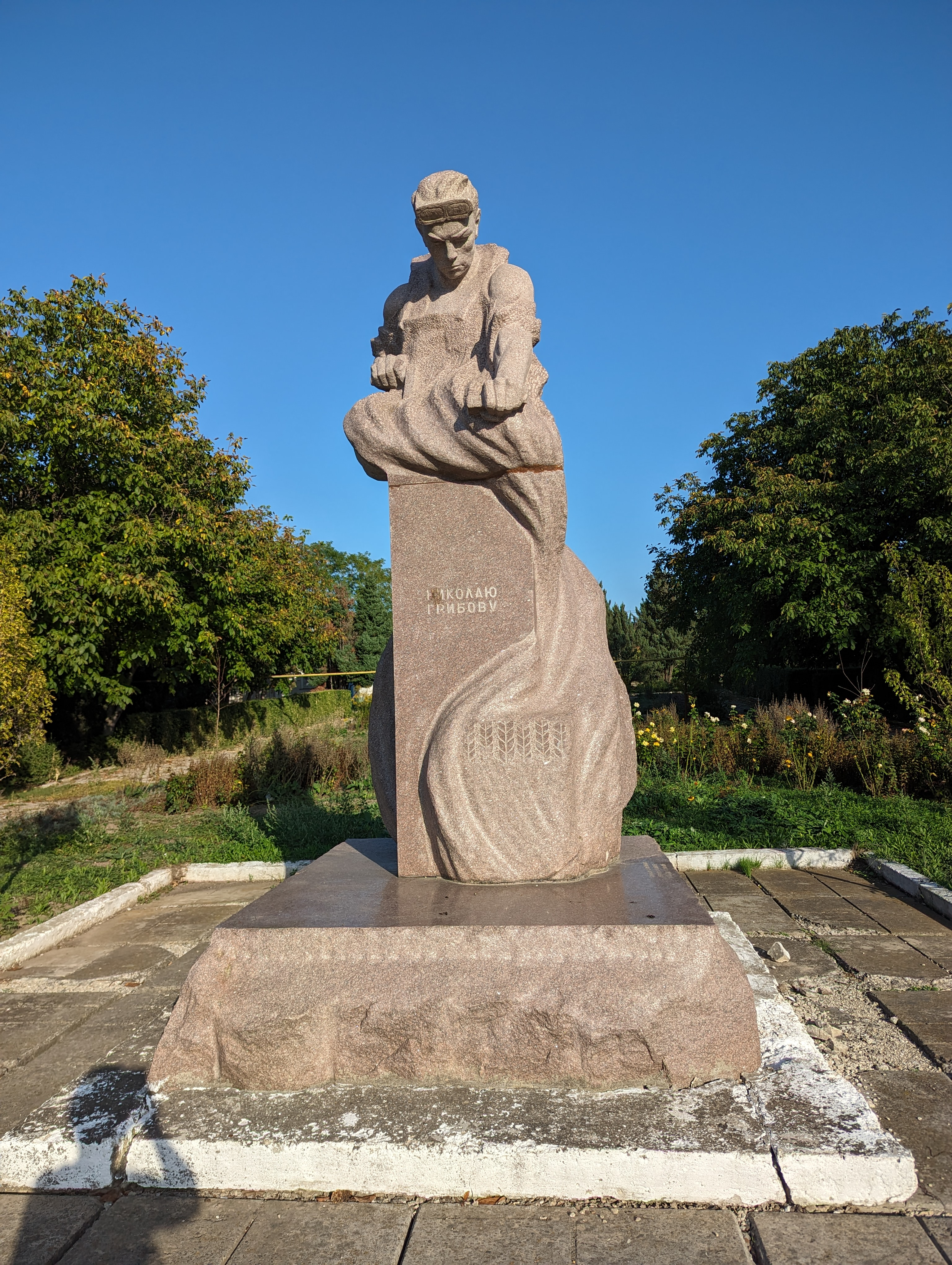
Памятник Николаю Грибову в селе Грибова (Молдавия)

- За полем № 40, спасённом трактористами, навечно закреплён этот номер.[2] На краю поля установлен обелиск «Огненные трактористы»[7][2];
- Имeнем Грибова названа улица в селе Щербаковское[8];
- В Молдавии именем Грибова названы его родное село[2] и установлен памятник[9]; в доме, где жила семья Грибова, открыт музей[10];
- Имя Николая Грибова носит улица молдавского города Рышканы[источник не указан 1276 дней]
- Имя Николая Грибова носит улица в молдавском селе Гратиешты[11];
- Имя Николая Грибова носит улица в молдавском селе Джамана[12];
- В 1963 году киностудией «Молдова-фильм» был снят кинофильм «Огненные трактористы» (реж. А. Литвин, оператор В. Чуря).
- Имя Грибова носило профтехучилище в селе Згурица, в котором он учился[2]
- Имя Грибова носила улица в Кишинёве (ныне — ул. Мирчешть);
- Имя Грибова занесено в Книгу Славы комсомола Молдавии;
- Имя Николая Грибова занесено в Книгу Почёта ЦК ВЛКСМ[6];
- Имя Николая Грибова присвоено буксирному теплоходу Дунайского пароходства[6][13];
- Поэтом Н. Н. Кузнецовым написана поэма «Быль про огненных трактористов»[14].

## Награды
- орден «Знак Почёта»[15] (посмертно)